# Zamysłów Wodzisławski
Zamysłów Wodzisławski (niem. Zamyslau) – historyczna część Wodzisławia Śląskiego, dawna wieś, obecnie należy do dzielnicy Wilchwy.

## Historia Zamysłowa
Pierwsza wzmianka o wsi pochodzi z 1655 r. Według kroniki Henkego leżała ćwierć mili na wschód od Wodzisławia i łączyła się z Wilchwami. Wieś składała się tylko z 6 domów mieszkalnych, w których mieszkało 8 rodzin składających się z 38 osób. 
Majątek ten był przed wiekami posiadłością miasta Wodzisław, gdyż w roku 1655, po śmierci Andrzeja Plawetzkiego, mieszkańcy tego miasta skarżyli się "że od wielu lat muszą odprowadzać różnego rodzaju podatki i kontrybucje od oszacowanych 8000 talarów, chociaż wartość szacunkowa ich domów i nieruchomości wynosi tylko 3641 talary, gdyż nadwyżka 4359 talarów przypada na miejsce opustoszałe i odrębną miastu wioskę Zamysłów oraz dwa również odebrane młyny". Zamysłów był wolnym rycerskim dobrem alodialnym z małym folwarkiem, do którego należało 5 zagrodników młóckowych i 2 chałupników służebnych. Dawni właściciele tej wsi nie są znani. Stara księga chrztów wymienia tu w roku 1735 pewnego Karola Guretzkiego, w roku 1751 Franciszka Maksymiliana von Trach, 1758 roku Aleksandra von Burski.
Ze starych zabudowań nic nie zostało. Dominium według często cytowanej Matrica musiało dostarczać 7 i pół wiertela miary wodzisławskiej żyta i tyle owsa jako dziesięcinę. Mieszkańcy należeli do katolickiego kościoła oraz szkoły w Wodzisławiu i płacą renty 19 talarów, 17 groszy srebrnych, podatku gruntowego 8 talarów, 28 i pół grosza srebrnego, podatku klasowego 6 talarów, a od domów 22 grosze srebrne.
W 1954 Zamysłów wszedł w skład gromady Wilchwy, a w 1972 wraz z całą gromadą został włączony do Wodzisławia Śląskiego.
W pieczęci gminnej widać po prawej ptaka siedzącego na żołędzi wyrastającej z pnia drzewa, przed którym po lewej stronie na małym wzniesieniu siedzi wiewiórka na tylnych łapach, trzymająca przednią łapa żołądź.